# Jozef Bollen
Gerard Jozef Bollen (Genk, 7 januari 1890 - Hasselt, 30 januari 1977) was burgemeester van de Belgische stad Hasselt van 1937 tot 1963. Hij combineerde het burgemeesterschap met zijn praktijk als arts.

## Levensloop

### Studies en loopbaan als arts
Bollen groeide op in het Genkse gehucht Sledderlo. Hij studeerde geneeskunde aan de Katholieke Universiteit Leuven maar moest zijn studies onderbreken wegens het uitbreken van de Eerste Wereldoorlog. Als militair was hij in die periode actief aan het IJzerfront.
Nadat hij in 1919 was afgestudeerd, vestigde Bollen zich als arts in Hasselt waar hij een praktijk uitbouwde aan de Thonissenlaan in de buurt van het Valentinusziekenhuis. In 1926 was hij een van de medestichters van het Salvatorziekenhuis dat zijn intrek nam op het domein van het kasteel ’t Holland dat door de Zusters Salvatorianessen was aangekocht.

### In de gemeenteraad
Bollen stapte al op jonge leeftijd in de gemeentepolitiek van de provinciehoofdstad. Van 1921 tot 1926 was hij er gemeenteraadslid. Samen met ingenieur Jules Van Caenegem voerde hij er een dynamische politiek. Na een onderbreking van zes jaar werd hij bij de gemeenteraadsverkiezingen van 1932 opnieuw verkozen op de Vlaams-democratische lijst van bouwondernemer Douchar, die gesteund werd door het Algemeen Christelijk Werknemersverbond van priester-senator Pieter-Jan Broekx. De Vlaams-democratische christelijke lijst behaalde zeven zetels tegen zes zetels voor de conservatieve lijst van burgemeester Ferdinand Portmans. Portmans bleef toch burgemeester door het overlopen van een Vlaams-democratisch raadslid. Nadat Portmans na ruim 40 jaar burgemeesterschap besloot de fakkel door te geven aan de jongere generatie volgde Bollen hem in oktober 1937 op als burgervader. Bij de volgende verkiezingen in 1938 slaagde Bollen er voor de eerste maal sinds de Eerste Wereldoorlog in om een katholieke eenheidslijst te vormen en hij behaalde een solide overwinning.
Tijdens zijn burgemeesterschap werd Bollen al vlug geconfronteerd met de eerste mobilisatie, gevolgd door het uitbreken van de Tweede Wereldoorlog. Al tijdens de eerste dagen van de oorlog nam het stadsbestuur de vlucht en het waren de drie VNV-verkozenen, met op kop senator Jef Deumens, die het bestuur van de stad in handen namen. Bij de terugkeer van Bollen in juni 1940 kreeg hij het verbod om het bestuur terug op te nemen. Deumens stelde zichzelf aan tot waarnemend burgemeester en werd door Gérard Romsée benoemd in 1941. Bollen kreeg van de Belgische overheid een schorsing van drie maanden wegens het voortijdig verlaten van zijn post als burgemeester.
Na de oorlog stelde Bollen een verjongd schepencollege, met onder meer Paul Meyers, samen om Hasselt uit te bouwen tot een provinciaal handels-, administratief- en onderwijscentrum. Onder zijn burgemeesterschap vestigde Philips er zijn grootste fabriek buiten Eindhoven. Er werden nieuwe wijken gebouwd in Runkst en ten noorden van het Albertkanaal (Banneuxwijk) en grote winkels en warenhuizen zoals Grand Bazar, Innovation en C&A kwamen zich in Hasselt vestigen. In 1961 opende burgemeester Bollen de nieuwbouw van het Virga Jesseziekenhuis, de opvolger van het oude Valentinusziekenhuis, dat veel te klein geworden was.
Na de viering van zijn 25-jarig burgemeesterschap in december 1962 drukte de burgervader de wens uit om de burgemeestersfakkel door te geven aan de jongere generatie. In juni 1963 werd hij opgevolgd door Paul Meyers waarna hij nog in de gemeenteraad bleef tot eind 1970. Bollen overleed in 1977 op 87-jarige leeftijd. In de loop van dat jaar werd een straat in de buurt van de Thonissenlaan naar hem vernoemd.